# 黝銅礦
黝銅礦是一種銅、銻的硫盐礦物，分子式為(Cu,Fe)12Sb4S13，通常與銅、銀、鉛和鋅的礦物共生，雖然黝銅礦的主要成分是銅，但有的時候會被銀、鋅、汞、鐵等物質置換，例如如銀黝銅礦、黑黝銅礦（含汞）。銀黝銅礦的銀含量高達18%，所以有的时候黝銅礦也是一種很值錢的礦物。黝銅礦是1845年在德國的薩克森被鑑別出來。

## 外部連結
- Mindat （页面存档备份，存于） （英文）
- Mineral galleries （英文）

- Webmineral data （页面存档备份，存于） （英文）